# Manlio D'Ercoli
Manlio D'Ercoli (Terni, 1909 – Roma, 1997) è stato un illustratore e pittore italiano.

## Biografia
Trasferitosi a Roma nel 1923, durante il Fascismo fu l'autore di numerose cartoline illustrate a tema militare (rappresentando la Regia Marina, reparti del Regio Esercito ecc.) e coloniale (ritratti e scene di vita nell'Africa Orientale Italiana) per la casa Edizioni d'arte Vittorio Emanuele Boeri.